# Stanisława Ryster

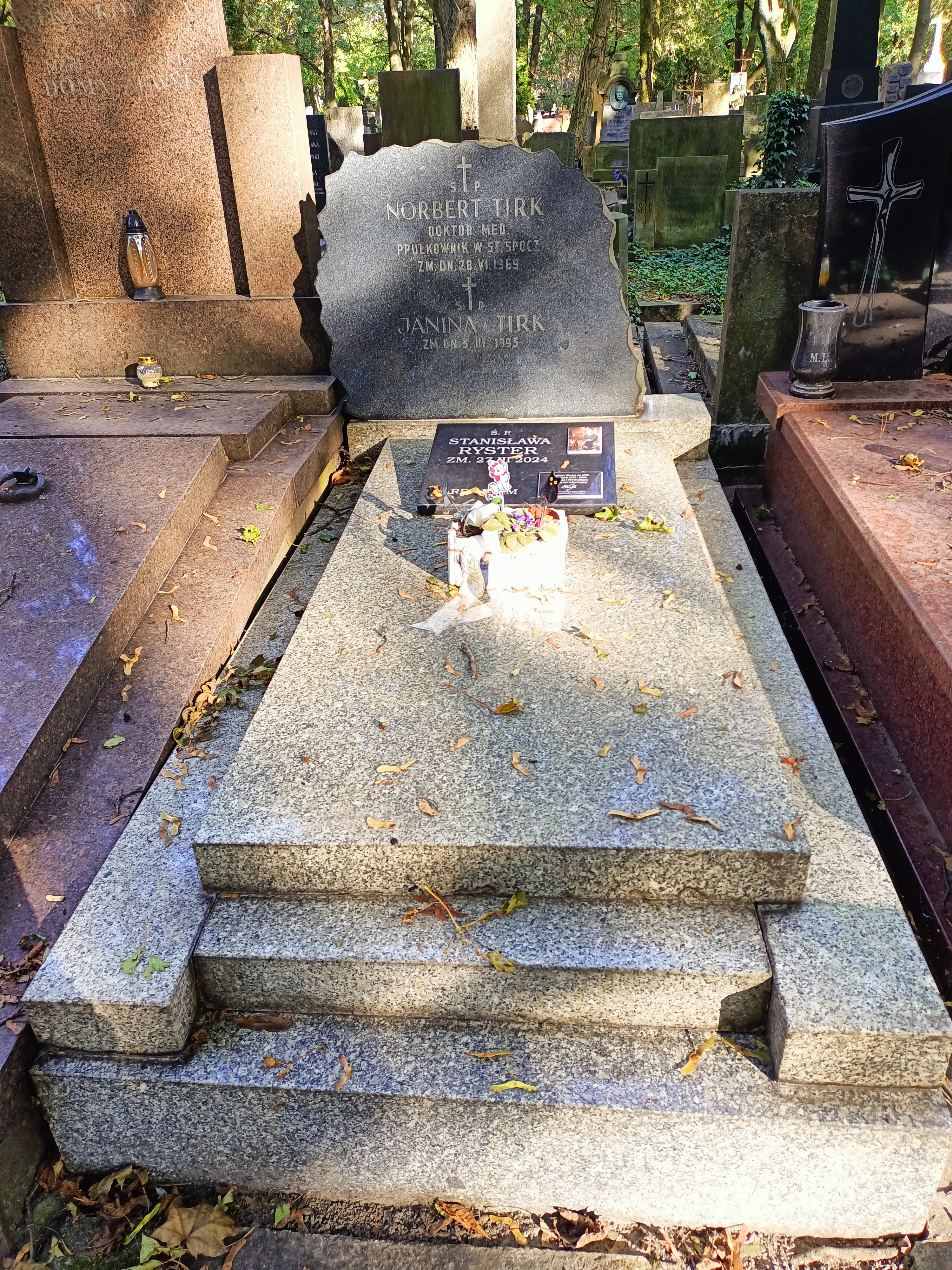
Grób Stanisławy Ryster na Cmentarzu Powązkowskim w Warszawie

Stanisława Ryster z domu Tirk (ur. 2 maja, według innych źródeł w czerwcu, 1942 we Lwowie, zm. 27 marca 2024) – polska prawniczka i prezenterka telewizyjna związana z Telewizją Polską, w latach 1975–2006 prowadząca teleturniej Wielka gra.

## Życiorys
Urodziła się w rodzinie lekarza dermatologa ppłk. Norberta Tirka (zm. 1969) oraz Janiny Tirk (zm. 1993). Ukończyła II Liceum Ogólnokształcące im. Marii Konopnickiej w Katowicach, a następnie studia prawnicze na Uniwersytecie Warszawskim.
W 1966 rozpoczęła pracę w telewizji, w której początkowo prowadziła programy i teleturnieje młodzieżowe. W 1975 została gospodynią teleturnieju Wielka gra w TVP, który prowadziła nieustająco do 2006. W 2010 powróciła do Telewizji Polskiej, przygotowując program Wielka gra – na bis na antenie TVP Polonia.
Dwukrotnie zamężna. Z małżeństwa z Włodzimierzem Rysterem miała córkę Martę.
Została pochowana 10 kwietnia 2024 w grobie rodzinnym na cmentarzu Powązkowskim w Warszawie (kwatera 295-4-14). 

## Nagrody
- Super Wiktor 1998 dla osobowości telewizyjnej za całokształt twórczości[13]
- Piąte miejsce w plebiscycie Telekamery 1999[13]